# Atanasio I
Atanasio I (Adrianopoli, ca. 1230 – Costantinopoli, 28 ottobre 1310) è stato un arcivescovo ortodosso bizantino, Patriarca ecumenico di Costantinopoli dal 1289 al 1293 e poi dal 1303 al 1309. È venerato come santo dalla Chiesa ortodossa.
Scelto dall'Imperatore Andronico II Paleologo (1282-1328) come nuovo Patriarca, egli si oppose all'unione tra la Chiesa di Roma e la Chiesa d'Oriente e mise in atto una serie di riforme ecclesiastiche che gli causarono l'antipatia del clero. Dimessosi nel 1293, fu ristabilito in seno al Patriarcato nel 1303 grazie al supporto popolare di cui godeva. 
Nel 1309 tuttavia la fazione clericale degli Unionisti lo costrinse al ritiro e poco tempo dopo, nel 1310, Atanasio I morì.

## Biografia

### Infanzia e vita ascetica
Atanasio nacque a Adrianopoli intorno al 1230 da Giorgio e Eufrosine e battezzato con il nome di Alessio. Fin da bambino manifesta interesse per le Sacre Scritture e si dedica alla meditazione. A dodici anni si reca nella città di Tessalonica per sottoporsi al rito di tonsura, prendendo il nome di Acacio. Successivamente si reca sul Monte Athos per unirsi alla Confraternita del Monastero di Esphigmenou rimanendovi per tre anni. Dopo aver intrapreso il pellegrinaggio per Gerusalemme, dove rimase per qualche tempo conducendo una vita ascetica, si ritira nel Monastero di San Lazzaro sul Monte Galesio, nelle vicinanze di Efeso. Durante gli otto anni trascorsi in quel luogo decide di prendere gli ordini monastici assumendo il nome Atanasio. Nel 1278 ritorna al monte Athos dove, a causa della sua opposizione al patriarca Giovanni XI Bekkos e la sua contrarietà all'unione delle chiese sancita dal Concilio di Lione, viene allontanato dalla comunità. Atanasio decide allora di recarsi sul Monte Ganos in Tracia dove fonda il Monastero di Nea Mone.

### Primo patriarcato
La Chiesa Ortodossa si trovava dilaniata dagli scontri interni tra le fazioni dei patriarchi Arsenio Autoreianus e Giuseppe I Galesiotes e molti fedeli vedevano nella figura di Atanasio un punto di riferimento e una guida pastorale capace di risolvere la crisi. Tra questi sono presenti anche Costantino Paleologo, figlio dell'imperatore Michele VIII Paleologo e il Mega Drungarios Andronico Eonopolites che si recano in visita di Atanasio nel 1280. Nel 1285 il monaco si reca a Costantinopoli per partecipare al sinodo delle Blacherne dove incontra l'imperatore Andronico II Paleologo che, rimanendo impressionato dalla sua virtù, gli concede di edificare un doppio monastero sullo Xerolophos, nei pressi del Foro di Arcadio, in modo da poterlo convocare frequentemente. Nel 1289 muore il patriarca Gregorio di Cipro e l'imperatore, che necessitava di una figura indipendente sul trono patriarcale per placare le fazioni degli arseniti e dei giosefiti, preme sul concilio di metropoliti perché elegga Atanasio. Questo avviene il 14 ottobre con l'unanimità dei voti. Il suo mandato subisce tuttavia una brusca interruzione nel 1293 quando viene deposto, a causa della sua intransigenza in materia di disciplina monastica e per la sua volontà di imporre ai vescovi di risiedere nella sede di competenza, e costretto a ritirarsi nel monastero di Sant'Atanasio da lui fondato sullo Xerolophos.

### Secondo patriarcato
Atanasio viene richiamato ad occupare il ruolo di patriarca nel giugno del 1303 dall'imperatore Andronico II, grazie anche al favore popolare di cui continuava a godere, in uno dei momenti più difficili per l'Impero bizantino. A questo periodo risalgono infatti la ripresa dell'offensiva ottomana nella penisola anatolica e le devastazioni in Grecia ad opera della Compagnia Catalana d'Oriente. Questi avvenimenti causarono l'arrivo di un ingente numero di profughi a Costantinopoli che, unito al divieto imperiale di mietere il grano in Tracia nel tentativo di evitare che questo cadesse in mano ai catalani, non aveva riserve alimentari sufficienti per sfamare la sua popolazione. Atanasio interviene per rimediare alla carestia organizzando mense per i poveri, finanziandole con la confisca di beni all'alto clero, e distribuendo calzature e vestiario ai rifugiati, scagliandosi contro le élite cittadine colpevoli di indifferenza verso i bisognosi e di speculare sul prezzo del grano.
Grazie alla popolarità acquisita durante la carestia, il patriarca possiede un’autorità tale da permettergli di esprimersi su questioni non prettamente religiose. Durante l’incendio del 1305, che distrugge la parte occidentale di Costantinopoli, il patriarca condanna gli atti di sciacallaggio verificatisi e si attiva per far restituire la refurtiva alle vittime. Scrive inoltre diverse lettere ad Andronico II per denunciare l'abuso di potere da parte dei funzionari più avari, chiedere che si crei un sistema di controllo dei prezzi e dei profitti e che l'imperatore approvi, come poi farà nel maggio 1306, una sua "Novellae" che limiti i diritti del fisco in materia di phonikon e abiotikion.

#### La riforma ecclesiastica
Non appena ripreso il trono, il patriarca entra nuovamente in conflitto con il clero bizantino a causa della sua intenzione di riformare profondamente la Chiesa ortodossa, la morale e i costumi dei credenti. Per liberarsi dell'ingerenza imperiale, che non appoggiava la sua opera riformatrice di modo da evitare ulteriori attriti all'interno del clero, Atanasio impone all'imperatore Andronico II, come condizione del suo ritorno al trono patriarcale nel 1303, di giurare che si sarebbe impegnato non solo a garantire l'indipendenza della Chiesa, ma anche a manifestare verso di essa un atteggiamento servile e di darle primaria importanza anche a dispetto della propria regalità imperiale. Il giuramento evidenzia con chiarezza la visione per cui l'imperatore è il servitore della Chiesa e il suo "braccio armato". Atanasio ritorna con forza a ribadire l'obbligo di residenza per i vescovi nella propria sede episcopale, che sempre di più veniva abbandonata a causa dell'avanzata ottomana e delle scorrerie catalane, con il duplice scopo di mantenere il controllo del clero sulle comunità e di allontanare da Costantinopoli i metropoliti ostili al patriarca. I vescovi che si allontanano senza un valido motivo dalla loro diocesi per più di sei mesi vengono destituiti; emissari del patriarca vengono inviati periodicamente nelle sedi episcopali per assodare il loro adempimento al dovere pastorale. Anche i monaci sono invitati a ritornare ai monasteri e a rimanervi; in seguito viene loro inviata una enciclica contenente diciassette norme disciplinari, da leggere una volta al mese.
Atanasio esorta tutti i credenti, imperatore in primis, a modificare il proprio stile di vita e i propri costumi chiedendo di rispettare il tempo di Quaresima e il Dodekaorton, a ripudiare ubriachezza e aborto e ad abbandonare pratiche superstiziose o magiche, invita il clero ad adempiere al dovere di catechizzare i fedeli e proibisce ai cristiani di sposarsi con ebrei e musulmani.
Da sempre contrario all'unione delle Chiese d'Oriente e d'Occidente, Atanasio teme che ordini minori e i cattolici residenti a Costantinopoli, in particolare genovesi, veneziani e catalani, possano influenzare la popolazione ortodossa e si attiva per chiudere il monastero dei Francescani in città e per relegare i Benedettini nel quartiere di Galata, oltre il Corno d'Oro. È infastidito anche dalla presenza dei musulmani, in particolare dal richiamo del muezzin, e degli ebrei che si duole di non poter scacciare a causa della concessione di abitare entro le mura della città fatta loro dall'imperatore Michele VIII Paleologo.

### Ultimi anni e morte
Negli ultimi anni del suo patriarcato numerosi vescovi arseniti che si oppongono alla sua condotta vengono cacciati da Costantinopoli, ma anche da fuori città riescono a far sì che Atanasio lasci il trono patriarcale. L'imperatore Andronico II si rende conto che l’unico modo per riunire e riappacificare il clero è estromettere il monaco dalla carica patriarcale; effettivamente, nell’arco di un anno la comunità ecclesiastica sembra nuovamente coesa.
Nel settembre del 1309 Atanasio si dimette e si ritira definitivamente nel monastero dello Xerolophos. Trascorre i suoi ultimi anni nell'anonimato, motivo per cui non è chiara la sua data di morte, che viene posta tra il 1310 e il 1323. La sua canonizzazione è attestata a prima del 1368.

## Sepoltura e reliquie
Il patriarca Atanasio viene inizialmente sepolto in un terreno umido all'interno del monastero dello Xerolophos. Tre anni dopo la sua morte, quando i suoi discepoli intendono costruire una tomba più consona al patriarca, viene riesumato il corpo, che si presenta inaspettatamente intatto. I discepoli intendono questo come prova della santità di Atanasio e portano il corpo nella Chiesa del Cristo Salvatore, parte del complesso del monastero, come anche lasciato nelle ultime volontà del patriarca. Alla fine del 1300 la presenza del corpo è attestata dagli scritti del pellegrino russo Ignazio di Smolensk in cui riferisce di aver visitato il monastero di Atanasio e baciato le sue reliquie.
Secondo alcuni studiosi, come Daniel Stiernon, Ekaterini Mitsiou e Thanasis Papazotos, il corpo del patriarca viene trasferito a Venezia dal mercante veneziano Domenico Zottarello nel 1454. Il corpo tuttavia viene scambiato per quello del santo e padre della Chiesa Atanasio di Alessandria, e venerato come tale nel monastero di Santa Croce prima, e nella chiesa di San Zaccaria poi. Nel 1973 papa Paolo VI ha consegnato al papa copto di Alessandria d'Egitto Shenouda III il corpo di Atanasio di Costantinopoli, che è ora conservato nella cattedrale di San Marco a Il Cairo.